# Van Loon Glacier
Van Loon Glacier är en glaciär i Antarktis. Den ligger i Östantarktis. Nya Zeeland gör anspråk på området. Van Loon Glacier ligger 934 meter över havet.
Terrängen runt Van Loon Glacier är kuperad åt nordost, men åt sydväst är den bergig. Trakten är obefolkad. Det finns inga samhällen i närheten. 